# Oberea philippinensis
Oberea philippinensis là một loài bọ cánh cứng trong họ Cerambycidae.